# Juan Ramón Ferreira
Juan Ramón Ferreira Díaz (3 de novembro de 1956) é um político espanhol.
Antigo operário especializado de carpintaria, é membro da União Geral dos Trabalhadores (UGT) e do Partido Socialista Operário Espanhol (PSOE), foi consejal (vereador) da sua terra natal em 1983 e alcaide da mesma em 1987. Ascende à direção provincial do PSOE de Cáceres em 2001. Foi presidente da Assembleia da Estremadura de 19 de junho de 2007 até 21 de junho de 2011.